# Myzomela obscura
Myzomela obscura là một loài chim trong họ Meliphagidae.